# Army Ladies Football Club
Le Army Ladies FC est un club féminin de football ghanéen basé à Accra. C'est le club de l'armée ghanéenne.

## Histoire
Le club remporte la supercoupe du Ghana 2023 en battant Hasaacas 2-1.
En 2024, les Army Ladies soulèvent la coupe du Ghana après avoir battu 1-0 les Police Ladies en finale.
Le club perd le match des Champions of Champions face à Hasaacas (2-0).

## Palmarès
Coupe du Ghana (1) :
- Vainqueur en 2024

Supercoupe du Ghana (1) :
- Vainqueur en 2023

## Rivalités
Les Army Ladies entretiennent une rivalité, le Service Derby, avec l'autre équipe tenue par les forces de sécurité ghanéennes, les Police Ladies,.